# Jean-Mario Bertschy
Pour les articles homonymes, voir Bertschy.
Jean Mario Nicolas Bertschy est un cinéaste suisse, producteur et acteur né le 25 juillet 1911 au Locle (Canton de Neuchâtel, Suisse) et mort le 12 mai 2002 à Vaison-la-Romaine (Vaucluse, France).

## Biographie
Jean-Mario Bertschy est le mari de la comédienne et chanteuse française Germaine Montero, qu'il avait rencontrée pendant la Guerre, alors qu'elle était réfugiée en Suisse.

## Filmographie partielle
- 1939 : L'Or dans la montagne (ou Farinet ou l'Or dans la montagne[3]) de Max Haufler (acteur, dans le rôle de Félicien)
- 1940 : L'École des femmes[4] de Max Ophüls (producteur)
- 1946 : La Maison sous la mer d'Henri Calef (producteur)